# Matthew Rees
Matthew Rees (ur. 9 grudnia 1980 w Tonyrefail w Walii) – walijski rugbysta występujący na pozycji młynarza w zespole Scarlets, a także w drużynie Walii. 
W czerwcu 2009, razem z Gethinem Jenkinsem i Adamem Jonesem, został powołany do drużyny Brytyjskich i Irlandzkich Lwów na drugi mecz testowy z reprezentacją RPA. Stali się jednocześnie pierwszymi Walijczykami od czasów Billy’ego Williamsa, Bryna Mereditha i Courtneya Mereditha z 1955, którzy tworzyli pierwszą linię formacji młyna w drużynie Lwów.
6 listopada 2010 został kapitanem walijskiego zespołu narodowego w miejsce kontuzjowanego Ryana Jonesa. Miało to miejsce podczas meczu testowego z zespołem Australii na Millennium Stadium.